# Вольная грамота (телесериал)
«Вольная грамота» — российский телесериал в жанре костюмированной исторической мелодрамы. Премьера состоялась 19 февраля 2018 года на «Первом канале».

## Сюжет
Она была рождена госпожой, а стала рабыней. После смерти своего благодетеля, князя Головина, Полина Лебедева узнает, что на самом деле она крепостная и теперь будет продана с аукциона вместе с другим имуществом покойного дворянина. Хозяином юной красавицы становится сосед и злейший враг Головина, жестокий и порочный граф Андрей Кречетский…

## В ролях
- Татьяна Бабенкова — Полина Петровна Лебедева
- Артём Крылов — Дмитрий Васильевич Кречетский
- Владислав Абашин — Андрей Васильевич Кречетский
- Иван Добронравов — Борис Григорьевич Наземный
- Ксения Разина — Татьяна Фёдоровна Кузнецова
- Владислав Ветров — Алексей Петрович Головин
- Катарина Шпиринг — Анна Николаевна Кречетская, жена Андрея Кречетского
- Анна Лутцева — Екатерина Георгиевна Никитская
- Владимир Торопов — Илья Андреевич Кречетский (Илюша), сын Андрея и Анны Кречетских
- Артём Ткаченко — Лёвка Капов
- Мария Сокова — Евдокия, кормилица
- Сергей Барковский — Павел Арсеньевич, доктор
- Александра Власова — Вера Семёновна (Верушка), подруга Полины
- Маргарита Бычкова — Елизавета Александровна, мать Верушки
- Максим Онищенко — Никита Матвеевич Козанков
- Иван Шибанов — отец Михаил
- Вадим Дзюба — Антоша
- Елена Грук-Чернова — Наталья, горничная Анны Николаевны
- Олег Мазуров — Сергей Савельевич Головин, племянник Алексея Петровича
- Александр Обласов — Степан Акулин, конюх
- Николай Качура — Федула
- Александр Рагулин — Ефим Сафронович Силин, староста
- Ольга Цинк — кухарка
- Анатолий Бледный — Георгий Ильич Никитский, отец Екатерины
- Алевтина Полосина — Палашка
- Мария Палей — Мария
- Екатерина Ершова — пухленькая девка
- Анастасия Шульженко — Авдотья Пашина
- Ольга Калашникова — Дарья
- Людмила Гамуряк — Прасковья
- Михаил Пярн — Матвей  Николаевич Козанков, генерал, отец Никиты
- Николай Аверюшкин — Добромыслов
- Александр Савельев — Арсений Иванович Чайкин
- Александр Крючков — дворецкий Кречетских
- Валерий Долженков — дворецкий Головиных
- Вячеслав Ганенко — дворецкий Никитских
- Евгения Туркова — куаферша
- Илья Мирошников — Глеб
- Дмитрий Гайтян — Пьер
- Василий Фролов — Антипов, вахмистр
- Андрей Бажин — Иван Пантелеевич, следователь
- Никита Барсуков — Вешняков, следователь
- Игорь Кистол — Затучный
- Ольга Рептух — Жули
- Мария Киреева — мадам
- Юрий Сазонов — Аркадий Львович Зимин
- Владимир Демидов — Панков, купец
- Екатерина Стеблина — Колобаева, купчиха
- Наталья Гриншпун — игуменья
- Артём Маковский — Баринов
- Юрий Внуков — начальник нотариата
- Ольга Новосад — Сима

## Место съёмок[5]
Съёмки происходили в Смоленской области в усадьбе «Хмелите» — родовом гнезде Александра Сергеевича Грибоедова.